# Variabilă
Variabila este un simbol folosit a reprezenta un element arbitrar al unei mulțimi. Poate să aibă diferite valori, de la caz la caz, sau și în funcție de timp. Variabilele se folosesc în formule și ecuații algebrice și matematice, unde se notează în general cu litere. (Tot cu litere se notează și necunoscutele - cel puțin până se află valoarea lor.) Variabilele din extensii ale algebrei obișnuite (algebra mulțimilor, algebra propozițiilor logice, etc) se numesc variabile logice, boolene sau propoziționale, în contrast cu cele numerice și apar în expresii algebrice boolene cum ar fi formule propoziționale.
Conceptul de variabilă provine mai ales din științele naturii și inginerie. Este folosit mai ales în matematică, fizică, chimie și informatică.
Opusul unei variabile este constanta, deci o valoare fixă. De exemplu numărul π (pi) = 3,14159... este o constantă. Tot o constantă este și numărul momentan al frunzelor unui copac, dar valoarea ei este pe moment necunoscută, sau cel puțin greu de aflat exact.